# هاینتس راینفارت
هاینز راینفارت (به آلمانی: Heinz Reinefarth) یک افسر اس‌اس آلمانی در طی جنگ جهانی دوم و پس از جنگ یک مقام رسمی دولت آلمان غربی بود. در اوت ۱۹۴۴ و در هنگام قیام ورشو واحدهای تحت کنترل او جنایات بسیاری را علیه مردم شهر اعمال کردند. پس از جنگ راینفارت ابتدا شهردار وسترلاند در جزیره زیلت شد و سپس به عضویت مجلس ایالت شلسویگ-هولشتاین درآمد. تلاش‌های لهستان برای استرداد او ناموفق بود و او هیچگاه به جنایت جنگی محکوم نشد.